# SDSS J125633.18+271818.5
SDSS J125633.18+271818.5 ist eine Galaxie im Sternbild Coma Berenices am Nordsternhimmel. Sie ist mehr als 1,8 Milliarden Lichtjahre von der Milchstraße entfernt.
Im selben Himmelsareal befinden sich u. a. die Galaxien NGC 4819, NGC 4827, IC 3900, IC 3913.